# Malta ai Giochi della XXXI Olimpiade
Malta ha partecipato ai Giochi della XXXI Olimpiade, che si sono svolti a Rio de Janeiro, Brasile, dal 5 al 21 agosto 2016.

## Atletica
- 100 m maschili - 1 atleta (Luke Bezzina)
- 100 m femminili - 1 atleta (Charlotte Wingfield)

## Nuoto
- 100 m stile libero maschili - 1 atleta (Andrew Chetcuti)
- 50 m stile libero femminili - 1 atleta (Nicola Muscat)

## Sollevamento pesi
- 85 kg maschile - 1 atleta (Kyle Micallef)

## Tiro
- Double trap maschile - 1 atleta (William Chetcuti)
- Pistola 10 metri aria compressa femminile - 1 atleta (Eleanor Bezzina)
- Pistola 25 metri femminile - 1 atleta (Eleanor Bezzina)